# ホームズ郡 (オハイオ州)
ホームズ郡（英: Holmes County）は、アメリカ合衆国オハイオ州の中央部に位置する郡である。2010年国勢調査での人口は42,366人であり、2000年の38,943人から8.8%増加した。郡庁所在地はミラーズバーグ村（人口3,025人）であり、同郡で人口最大の村でもある。
ホームズ郡は1824年に、コショクトン郡、タスカラワス郡、ウェイン郡の一部を合わせて設立され、翌年組織化された。郡名は米英戦争で戦死した軍人アンドリュー・ホームズに因んで名付けられた。オハイオ州北東から中部には約36,000人のアーミッシュの町があり、ホームズ郡と周辺郡に固まっている。その数はアーミッシュの町として世界最大である。地元では「アーミッシュ・カントリー」とも呼ばれ、多くの観光客を呼び、地元経済にとって重要な要素になっている。

## 歴史
ホームズ郡は1824年1月20日に、コショクトン郡、タスカラワス郡、ウェイン郡の一部を合わせて設立された。郡名は米英戦争時の軍人アンドリュー・ホームズに因んで名付けられた。南北戦争のとき、ドイツ出身者の多い地域で小規模の暴動が発生した。ホームズ郡はペンシルベニア・ダッチが多く、またドイツからの移民もその近年に入っていたので、孤立したような地域となっていた。民主党支持の強い地盤であり、徴兵について賛成を唱える者は少なかった。地元政治家は、徴兵法が地方自治を侵犯していると考え、リンカーン大統領やアメリカ合衆国議会を横暴だと非難した。1863年、6月、小規模の暴動が起こり、アメリカ陸軍が武装部隊を送って鎮圧された。

## 地理
アメリカ合衆国国勢調査局に拠れば、郡域全面積は423.98平方マイル (1,098.1 km2)であり、このうち陸地422.53平方マイル (1,094.3 km2)、水域は1.45平方マイル (3.8 km2)で水域率は0.34%である。

### 隣接する郡

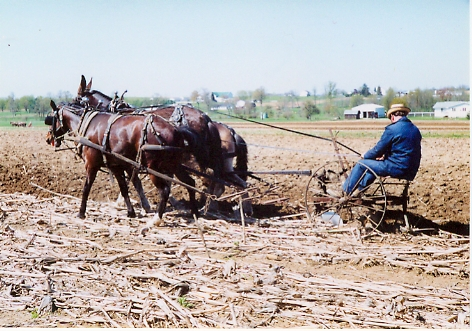
ラバを使って畑を耕すアーミッシュの農夫

- ウェイン郡 - 北
- スターク郡 - 北東
- タスカラワス郡 - 東
- コショクトン郡 - 南
- ノックス郡 - 南西
- アシュランド郡 - 北西

## 人口動態
以下は2000年国勢調査による人口統計データである。
| 基礎データ - 人口: 38,943人 - 世帯数: 11,337 世帯 - 家族数: 9,194 家族 - 人口密度: 36人/km2（92人/mi2） - 住居数: 12,280軒 - 住居密度: 11軒/km2（29軒/mi2） 人種別人口構成 - 白人: 99.03% - アフリカン・アメリカン: 0.33% - ネイティブ・アメリカン: 0.06% - アジア人: 0.06% - 太平洋諸島系: 0.01% - その他の人種: 0.13% - 混血: 0.40% - ヒスパニック・ラテン系: 0.75% 言語による構成 - 英語：56.1% - ペンシルベニアドイツ語：20.1% - ドイツ語：15.8% - オランダ語：7.1% 年齢別人口構成 - 18歳未満: 35.6% - 18-24歳: 10.4% - 25-44歳: 25.7% - 45-64歳: 17.8% - 65歳以上: 10.5% - 年齢の中央値: 28歳 - 性比（女性100人あたり男性の人口） - 総人口: 99.6 - 18歳以上: 95.5 | 世帯と家族（対世帯数） - 18歳未満の子供がいる: 44.3% - 結婚・同居している夫婦: 71.5% - 未婚・離婚・死別女性が世帯主: 6.5% - 非家族世帯: 18.9% - 単身世帯: 16.1% - 65歳以上の老人1人暮らし: 6.9% - 平均構成人数 - 世帯: 3.35人 - 家族: 3.82人 収入と家計 - 収入の中央値 - 世帯: 36,944米ドル - 家族: 40,230米ドル - 性別 - 男性: 28,490米ドル - 女性: 20,602米ドル - 人口1人あたり収入: 14,197米ドル - 貧困線以下 - 対人口: 12.9% - 対家族数: 10.5% - 18歳未満: 17.4% - 65歳以上: 13.3% |

ホームズ郡は、家庭で英語を話さない住民の数がかなり多い。2000年国勢調査に拠れば、ほぼ36%は家庭でペンシルベニアドイツ語あるいはドイツ語を話し、さらに7%がオランダ語を話している。人口の42.92%、および5歳から17歳の子供の50.28%は上記3言語のいずれかを使っている at home.。

## 郡区

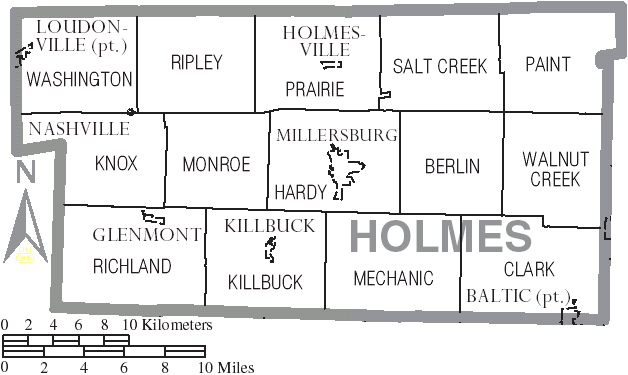
ホームズ郡図

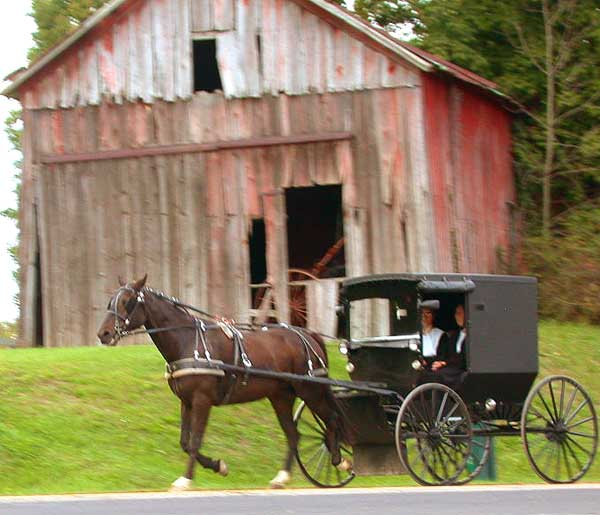
ホームズ郡田園部で馬に曳かせた4輪馬車に乗るアーミッシュ夫婦

ホームズ郡は下記14の郡区に分割されている。
| - バーリン - クラーク - ハーディ - キルバック - ノックス | - メカニック - モンロー - ペイント - プレーリー - リッチランド | - リプリー - ソルトクリーク - ウォルナットクリーク - ワシントン |

### 村
| - バルティック - グレンモント - ホームズビル | - キルバック - ラウドンビル | - ミラーズバーグ - 郡庁所在地 - ナッシュビル |

### 未編入の町
| - バーリン - ビッグプレーリー - チャーム | - レイクビル - マウントホープ - トレイル | - ウォルナットクリーク - ワインズバーグ |